# Maratona aquática no Campeonato Europeu de Esportes Aquáticos de 2022 - 5 km masculino
Os  5 km da maratona aquática masculina' da maratona aquática no Campeonato Europeu de Esportes Aquáticos de 2022 ocorreu no dia 20 de agosto, em Óstia na Itália.

## Calendário
| Fase  | Data         | Hora  |
| ----- | ------------ | ----- |
| Final | 20 de agosto | 10:00 |

Todos os horários estão no horário local (UTC+1)

## Medalhistas
| Ouro                       | Prata                   | Bronze                     |
| Gregorio Paltrinieri (ITA) | Domenico Acerenza (ITA) | Marc-Antoine Olivier (FRA) |

## Resultados
Esses foram os resultados da competição.
| Pos.              | Nadador                  | Nacionalidade | Tempo   |
| ----------------- | ------------------------ | ------------- | ------- |
| Medalha de ouro   | Gregorio Paltrinieri     | Itália        | 52:13.5 |
| Medalha de prata  | Domenico Acerenza        | Itália        | 52:14.2 |
| Medalha de bronze | Marc-Antoine Olivier     | França        | 52:20.8 |
| 4                 | Logan Fontaine           | França        | 52:21.3 |
| 5                 | Oliver Klemet            | Alemanha      | 52:33.7 |
| 6                 | Kristóf Rasovszky        | Hungria       | 52:34.0 |
| 7                 | Dávid Betlehem           | Hungria       | 52:34.6 |
| 8                 | Marcello Guidi           | Itália        | 52:44.0 |
| 9                 | Carlos Garach            | Espanha       | 53:34.8 |
| 10                | Tamaš Farkaš             | Sérvia        | 53:37.1 |
| 11                | Linus Schwedler          | Alemanha      | 54:17.2 |
| 12                | Diogo Cardoso            | Portugal      | 54:38.2 |
| 13                | Guillem Pujol Belmonte   | Espanha       | 55:07.7 |
| 14                | Ondřej Zach              | Chéquia       | 55:08.8 |
| 15                | Ziv Cohen                | Israel        | 56:35.1 |
| 16                | Tomáš Chocholatý         | Chéquia       | 56:37.9 |
| 17                | Joseph Deighan           | Reino Unido   | 56:40.9 |
| 18                | Konstantinos Zachariadis | Grécia        | 56:44.1 |
| 19                | Théo Druenne             | Mónaco        | 56:44.2 |
| 20                | Tomáš Peciar             | Eslováquia    | DSQ     |
| 20                | Yonatan Ahdut            | Israel        | DSQ     |
| 22                | Grgo Mujan               | Croácia       | DNS     |